# Yves Christen

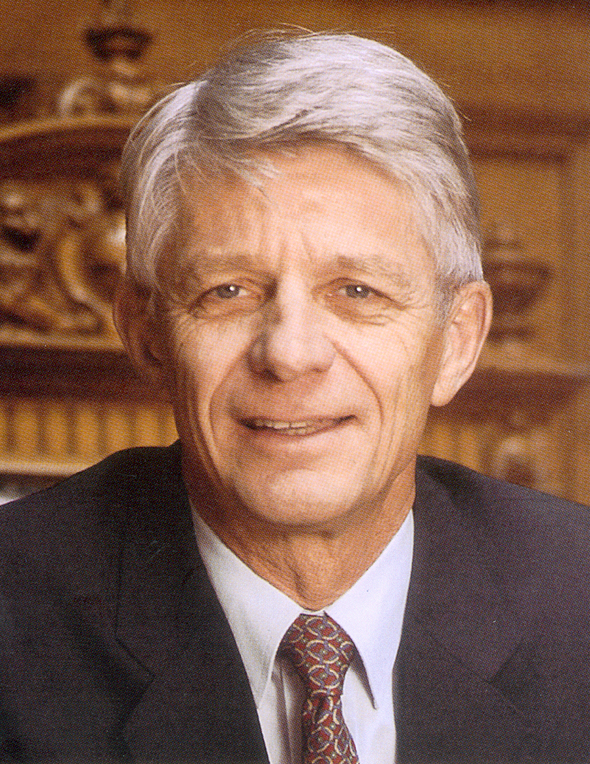
Autogrammkarte von Yves Christen in seinem Präsidialjahr

Yves Christen (* 13. Juli 1941 in Bern; heimatberechtigt in Langnau im Emmental und Cortaillod) ist ein Schweizer Politiker (FDP). Im Amtsjahr 2002/03 war er Nationalratspräsident.
Christens Familie stammt aus der Romandie, und deshalb wurde bei ihm zu Hause Französisch gesprochen. Nachdem er zuerst an der École française in Bern und dem Collège Saint-Michel in Freiburg seine Schulausbildung abgeschlossen hatte, absolvierte er an der Eidgenössischen Technischen Hochschule in Zürich das Studium zum Bauingenieur (Ing. civ. EPFZ).
Im Jahr 1977 wurde er in den Gemeinderat von Vevey gewählt. Bereits vier Jahre später (1981) gelang ihm der Einzug in den Grossen Rat des Kantons Waadt. Nach wiederum vier Jahren wurde er zum Stadtrat von Vevey ernannt und war nach weiteren vier Jahren Stadtpräsident bis 2001. Bei den Wahlen 1995 zog er in den Nationalrat ein und war 2002/03 Nationalratspräsident. Per 3. Dezember 2006 trat er aus dem Nationalrat zurück.
Christen ist verheiratet und hat zwei Kinder. Er wohnt in Vevey.